# 옳은 전쟁론
정의로운 전쟁론(正義- 戰爭論, 라틴어: bellum iustum, 영어: just war theory)은 어떤 전쟁이 과연 정당한가에 대한 논란이다. 군사 윤리학으로, 신학자와 윤리학자, 국제 정세와 관여한 입안자들의 연구 대상이며, 논란의 대상이다. 물론 이에 대한 윤리적, 철학적, 정치적으로 공정한 답변을 꼭 찾아야만 할 것이다.
정의로운 전쟁론은 아우구스티누스의 신의 도시(Civitas Dei)의, 로마제국을 침공한 "미개한" 족속들의 반응에서 시작되었다고 보고, "평화주의와 정의로운 전쟁"간의 논쟁으로 이해할 수 있다. 이에 대한 의견은 기독교인과 윤리학자들 사이에서도 분분하다. 정치에서의 현실주의에서도 논의되고 있다.

## 유엔
유엔헌장 제42조에 의한 유엔 안보리의 무력사용승인에 의한 전쟁, 제51조에 의한 자위권에 의한 전쟁은 정당한 전쟁으로 국제법상 인정되고 있다. 자위권의 경우에는, 유엔 회원국이 아니더라도, 국제관습법상 자위권이 인정된다. 그 이외의 전쟁은 침략범죄가 되어 국제법 위반이며, 이에 대한 국가책임 이외에, 로마규정에 의해 개인까지 전범으로 형사처벌한다.

## 같이 보기
- 전쟁 명분
- 전쟁권
- 침략범죄
- 전쟁범죄
- 인도주의 전쟁
- 인도주의적 개입